# Hinchinbrook
Hinchinbrook är en kommun i Australien. Den ligger i delstaten Queensland, omkring 1 200 kilometer nordväst om delstatshuvudstaden Brisbane. Antalet invånare är 11 700.
Följande samhällen finns i Hinchinbrook:
- Ingham
- Trebonne
- Upper Stone
- Toobanna

Omgivningarna runt Hinchinbrook är huvudsakligen savann. Runt Hinchinbrook är det mycket glesbefolkat, med 6 invånare per kvadratkilometer. Genomsnittlig årsnederbörd är 1 480 millimeter. Den regnigaste månaden är februari, med i genomsnitt 395 mm nederbörd, och den torraste är augusti, med 13 mm nederbörd.